# Euphydryas phaeton

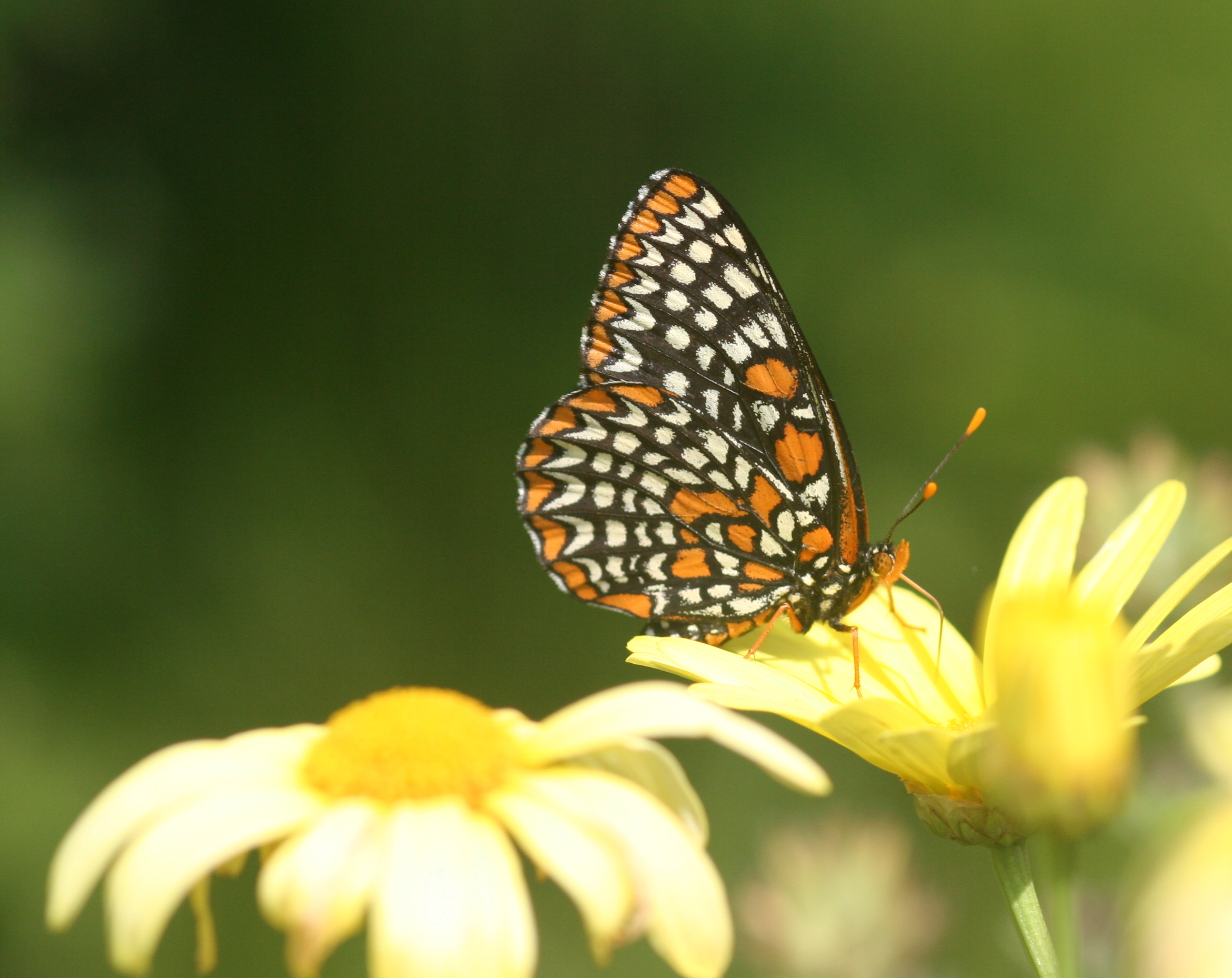
Flügelunterseite

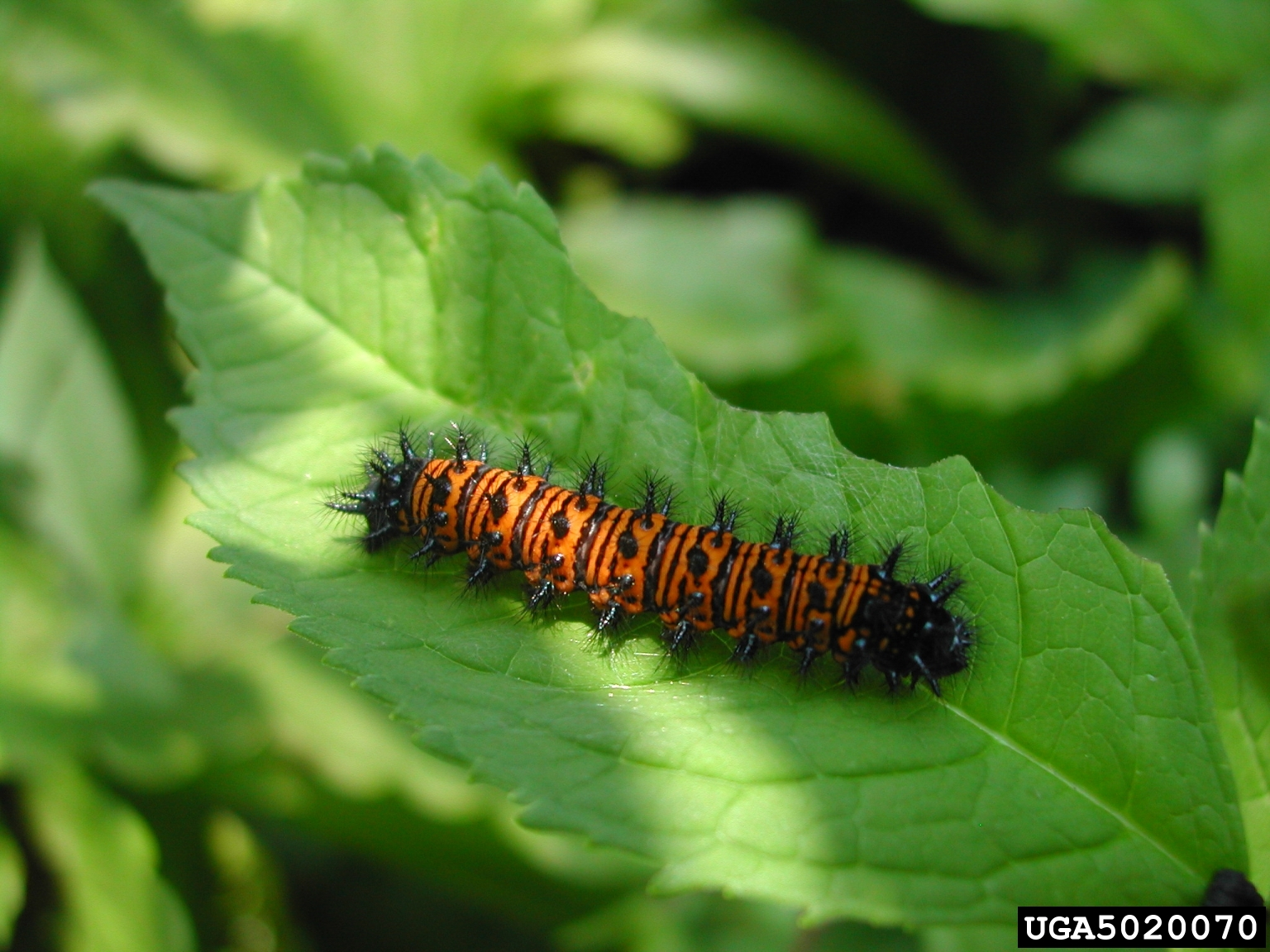
Raupe

Euphydryas phaeton ist ein Schmetterling (Tagfalter) aus der Familie der Edelfalter (Nymphalidae). Seit 1973 wird die Art als Staatsinsekt des US-Bundesstaates Maryland auf der Liste der Staatsinsekten der Bundesstaaten der Vereinigten Staaten geführt. Obwohl offiziell nicht begründet, wird davon ausgegangen, dass Euphydryas phaeton aufgrund seiner Färbung gewählt wurde, da sowohl das Wappen des Staates Maryland sowie das der größten Stadt dieses Bundesstaates, Baltimore, als auch das Familienwappen von George Calvert, 1. Baron Baltimore die Farben Schwarz und Gelborange bzw. Goldgelb enthalten. Die Art wird im englischen Sprachgebrauch oft auch als „Baltimore Checkerspot Butterfly“ bezeichnet.

## Merkmale

### Falter
Die Flügelspannweite der Falter beträgt 51 bis 64 Millimeter. Vorder- und Hinterflügel zeigen auf der Oberseite ähnliche Zeichnungselemente. Die Grundfarbe ist jeweils schwarz bis schwarzbraun. Der Außenrandbereich wird als eine Binde aus rotorangen bis gelborangen Flecken gebildet. Davor befinden sich zwei bis drei weißliche Punktreihen. Im Mittelfeld heben sich ein großer sowie ein kleinerer orange Fleck ab. Die Flügelunterseiten zeigen ein ähnliches Muster wie die Oberseiten, sind jedoch mit deutlich mehr großen weißen Punkten versehen.

### Ei, Raupe, Puppe
Das Ei ist zunächst gelb und nimmt nach einigen Tagen eine orange Farbe an.
Ausgewachsene Raupen haben eine orange bis bräunliche Farbe. Sie sind auf jedem Segment mit dunklen Querlinien geringelt und auf der gesamten Körperlänge mit schwarzen, stark verzweigten Dornen bestückt.
Die Puppe ist cremefarben und mit vielen schwarzen und einigen rosa Flecken versehen.

## Verbreitung und Vorkommen
Das Verbreitungsgebiet der Art erstreckt sich über den Südosten Kanadas sowie die nordöstlichen Bundesstaaten der USA und das Ozark-Plateau. Euphydryas phaeton besiedelt bevorzugt feuchte Wiesen, wurde in den südwestlichen Vorkommensgebieten jedoch auch in trockenen Gegenden gefunden.

## Lebensweise
Die Falter fliegen in einer Generation, regional jedoch zu unterschiedlichen Zeitabschnitten; in Nova Scotia von Juni bis Ende August, in Ottawa von Mitte Juni bis Mitte Juli und in den südlicheren Regionen von Mitte Mai bis Juni. Sie saugen gerne an Blüten, meiden jedoch diejenigen von Schildblumen (Celone). Die Raupen leben in der Jugend in aus Seidenfäden gesponnenen Nestern an der Spitze der Nahrungspflanzen. Zur Überwinterung legen sie ein neues Nest in Bodennähe an. Sie ernähren sich von einer Vielzahl von Pflanzen, beispielsweise von Braunwurzgewächsen (Scrophulariaceae), Baldriangewächsen (Valerianoideae), Geißblattgewächsen (Caprifoliaceae), Wegerichgewächsen (Plantaginaceae) und Ölbaumgewächsen (Oleaceae). M. D. Bowers fand heraus, dass die Raupen offensichtlich für Fressfeinde ungenießbar oder giftig sind, da sie beispielsweise vom Blauhäher (Cyanocitta cristata) nicht gefressen werden.

## Unterarten
Neben der Nominatform Euphydryas phaeton phaeton werden folgende Unterarten aufgeführt:
- Euphydryas phaeton borealis Chermock, 1940
- Euphydryas phaeton ozarkae Masters, 1968
- Euphydryas phaeton streckeri Ellsworth, 1902
- Euphydryas phaeton superba Strecker, 1878

## Belege